# آلبرتو فرناندز
آلبرتو آنخل فرناندز (اسپانیایی: [alˈβeɾto ferˈnandes]‎؛ انگلیسی: Alberto Ángel Fernández؛ زادهٔ ۲ آوریل ۱۹۵۹) استاد، وکیل و سیاستمدار آرژانتینی است که از دسامبر ۲۰۱۹ تا دسامبر ۲۰۲۳ به عنوان ۵۴امین رئیس‌جمهور آرژانتین خدمت می‌کرد.
دوران تصدی وی به عنوان رئیس کابینه (رئیس هیئت وزیران) از زمان ایجاد این پست در سال ۱۹۹۴ یعنی از سال ۲۰۰۳ تا ۲۰۰۸ به عنوان طولانی‌ترین زمان تصدی در این پست به‌شمار می‌رود. از فیلم‌ها یا برنامه‌های تلویزیونی که وی در آن نقش داشته است می‌توان به پانچو بی‌یا اشاره کرد.

## زندگی‌نامه
فرناندز در بوئنوس آیرس متولد شد وی در دانشکده حقوق دانشگاه بوئنوس آیرس تحصیل کرد. پدرش قاضی اسپانیایی‌تبار بود. فرناندز در سن ۲۴ سالگی فارغ‌التحصیل شد و بعدها استاد حقوق جزا شد. وی به عنوان مشاور شورای مشورتی بوئنوس آیرس و اتاق نمایندگان آرژانتین عهده‌دار خدمات عمومی شد. وی به معاون امور حقوقی وزارت اقتصاد منصوب شد و به عنوان مذاکره کننده ارشد آرژانتین در GATT اروگوئه خدمت کرد. نامزد رئیس‌جمهور تازه منتخب کارلوس منم به عنوان سرپرست ملی بیمه شد، از سال ۱۹۸۹ تا ۱۹۹۲ به عنوان رئیس انجمن مدیران بیمه آمریکای لاتین خدمت کرد و انجمن بین‌المللی مدیران بیمه را تأسیس نمود.

## ریاست جمهوری

### مراسم تحلیف

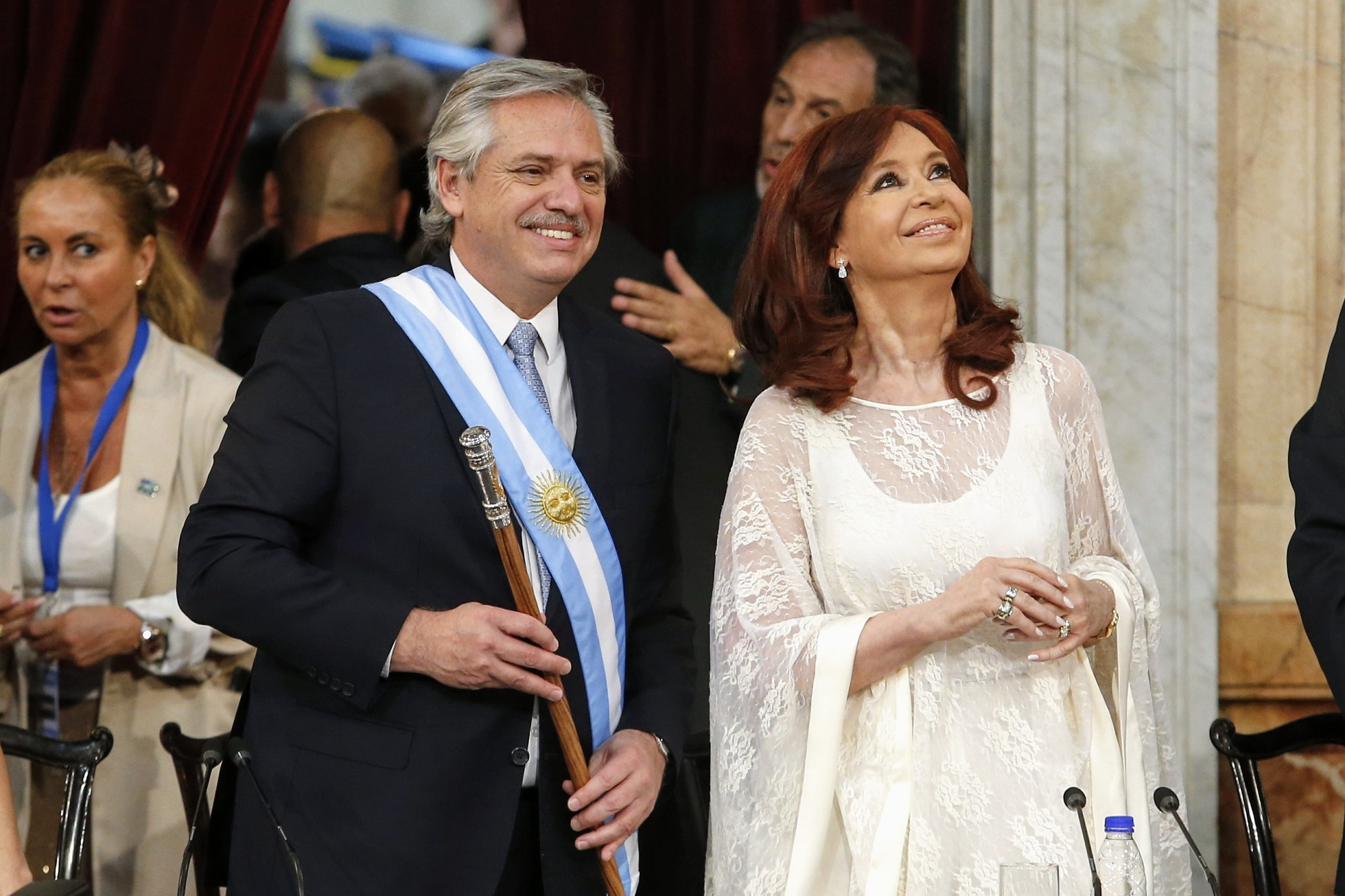
آلبرتو فرناندز (چپ) با معاونش کریستینا فرناندس (راست)

فرناندز در ۱۰ دسامبر ۲۰۱۹ به عنوان رئیس‌جمهور آرژانتین سوگند یاد کرد.

### روابط خارجی

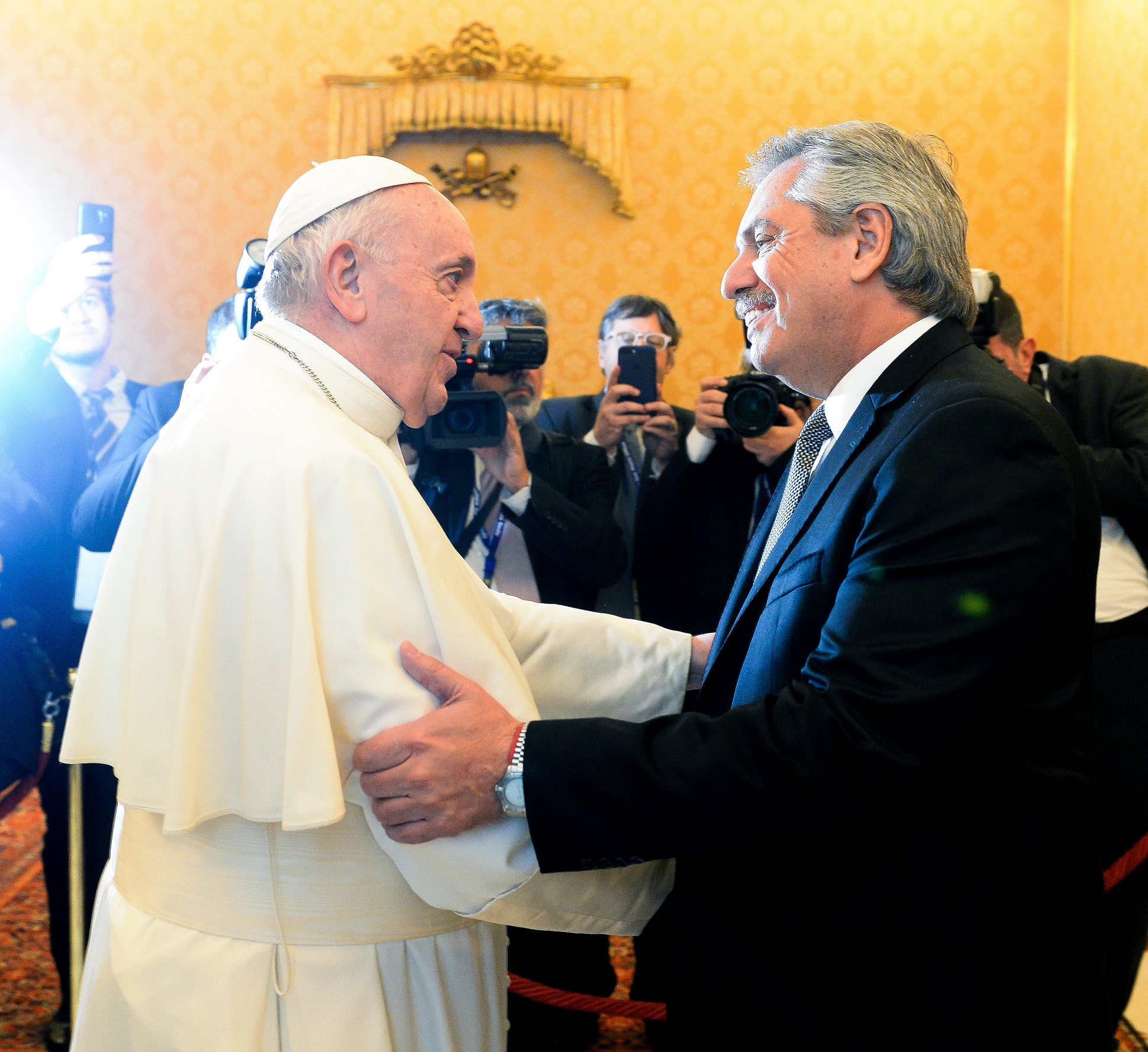
دیدار با پاپ فرانسیس در ۳۱ ژانویه ۲۰۲۰.

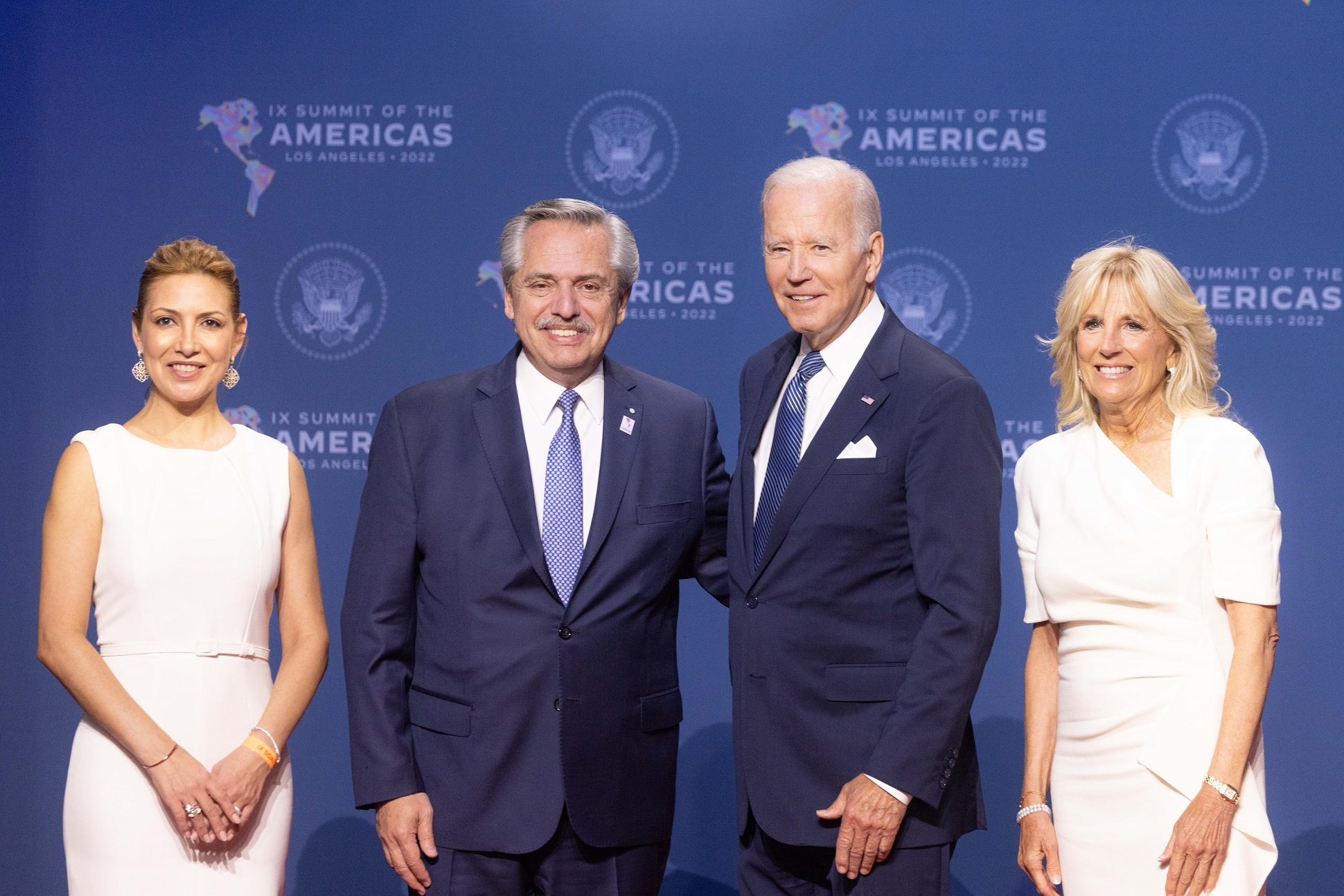
فرناندز و فابیولا یانز با رئیس‌جمهور ایالات متحده جو بایدن و جیل بایدن در نهمین اجلاس سران قاره آمریکا در سال ۲۰۲۲.

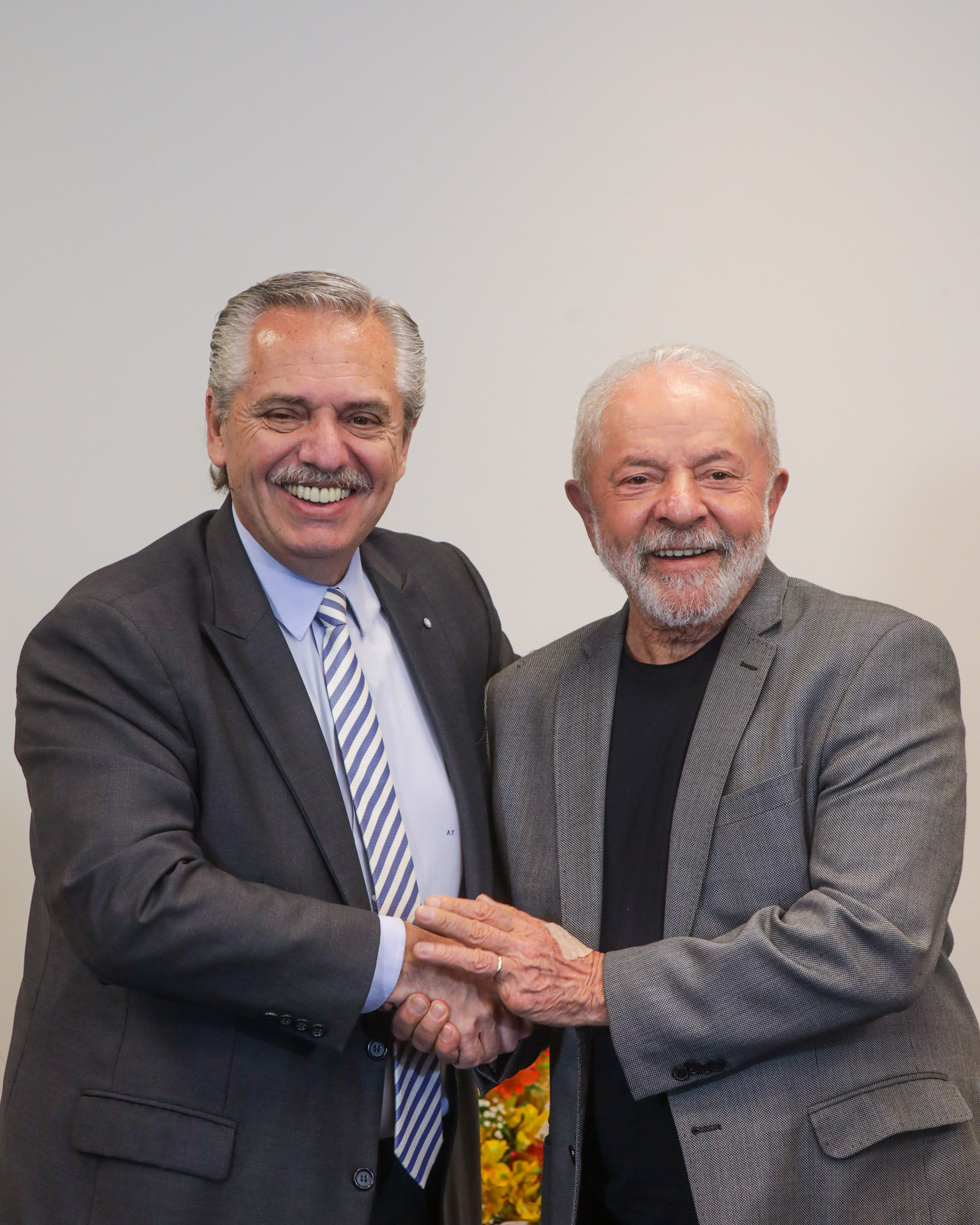
فرناندز با لوئیس ایناسیو لولا داسیلوا در نوامبر ۲۰۲۲.

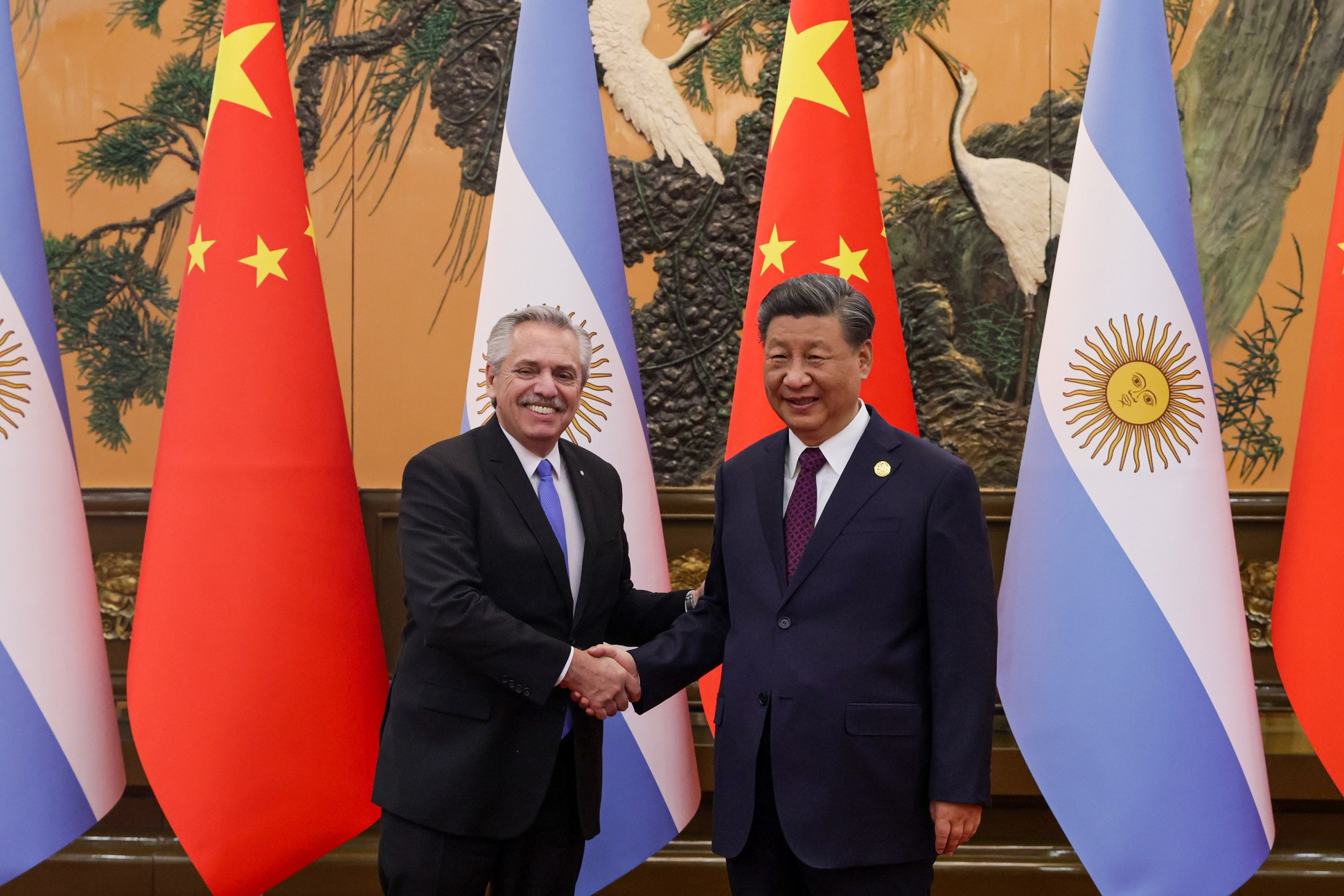
دیدار با شی جین پینگ در اکتبر ۲۰۲۳.

در دوران ریاست‌جمهوری او، روابط آرژانتین و برزیل تا حدودی تیره شد. رئیس‌جمهور برزیل ژائیر بولسونارو از شرکت در مراسم تحلیف فرناندز خودداری کرد و او را متهم کرد که می‌خواهد اختلافات مرزی را گسترده کند و سرمایه‌گذاران برزیلی را تحریک به فرار سرمایه کند. فرناندز و بولسونارو اولین گفتگوی خود را از طریق یک ویدئو کنفرانس در ۳۰ نوامبر ۲۰۲۰ انجام دادند که طی آن هر دو رئیس‌جمهور در مورد اهمیت همکاری و نقش بازار مشترک کشورهای آمریکای جنوبی توافق کردند.
مشاور ارشد رئیس‌جمهور ایالات متحده آمریکا در امور آمریکای جنوبی، مائوریسیو کلاور-کارون در سال ۲۰۱۹ از فرناندز انتقاد کرد و گفت: "ما می‌خواهیم بدانیم که آیا آلبرتو فرناندز مدافع دموکراسی خواهد بود یا دیکتاتوری."

### دنیاگیری کووید-۱۹

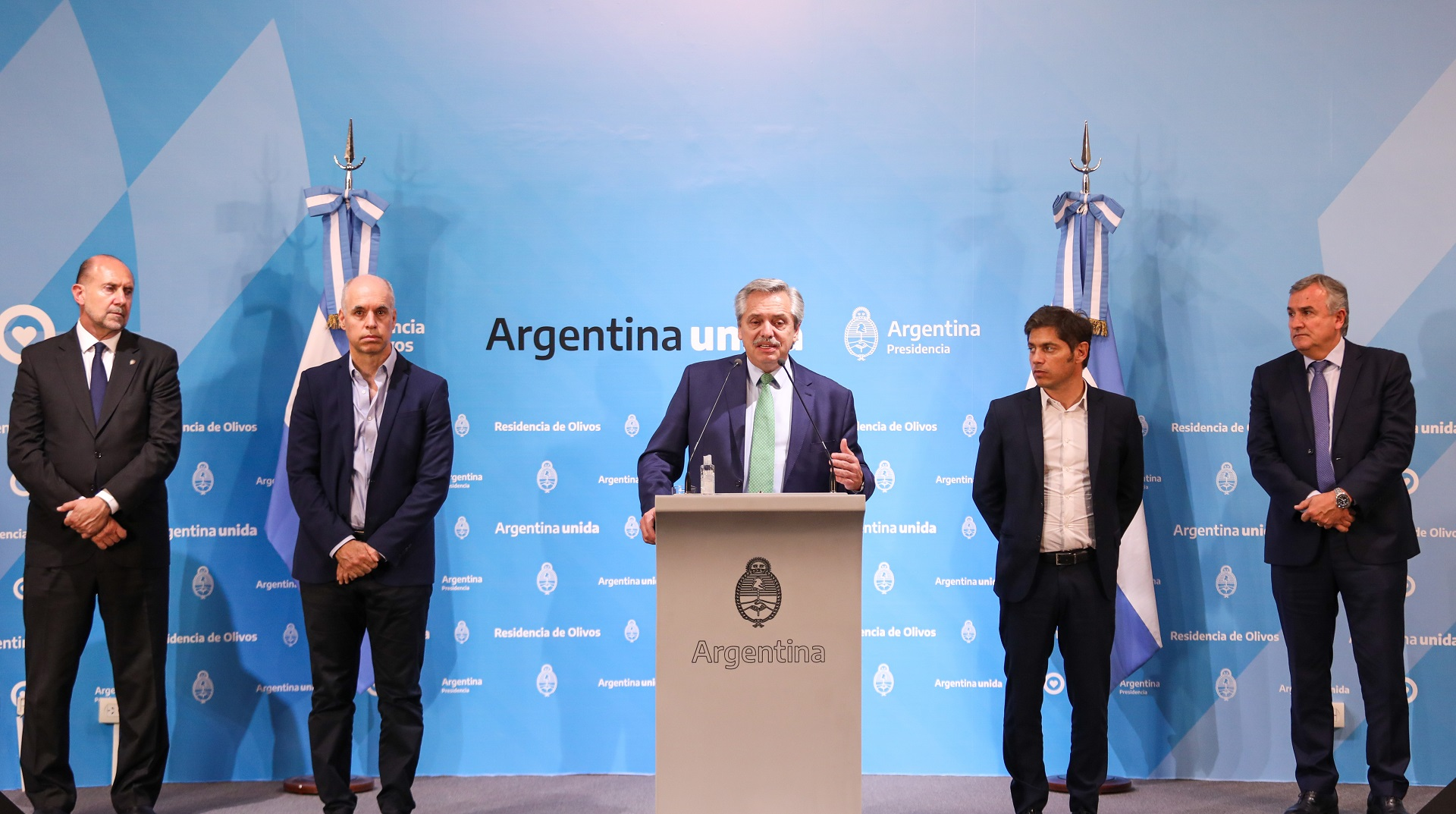
اعلام قرنطینه سراسری از سوی فرناندز اگرچه مورد استقبال قرار گرفت، اما نگرانی‌هایی پیرامون تأثیرات اقتصادی آن به همراه داشت.

در طول دنیاگیری کووید-۱۹، دولت فرناندز ابتدا یک قرنطینه سراسری را از ۲۰ مارس تا ۳۱ مارس در آرژانتین اعلام کرد. این قرنطینه سراسری سپس تا ۱۲ آوریل تمدید شد.
قرنطینه سراسری در ۲۷ آوریل، ۱۱ مه، ۲۵ مه، ۸ ژوئن، ۱ ژوئیه، ۱۸ ژوئیه، ۳ اوت، ۱۷ اوت، ۳۱ اوت و ۲۱ سپتامبر نیز تمدید شد و شامل تدابیر مختلفی از جمله محدودیت‌های سفر، حمل و نقل، تردد شهروندان، اقامت، تعطیلی فروشگاه‌ها و کاهش ساعات کاری بود.
واکنش دولت آرژانتین به شیوع کووید-۱۹ صدور دستور ماندن در منزل، بسته شدن مرزها، و بسته شدن مدارس و مؤسسات آموزشی را به همراه داشت.
اگرچه اعلام قرنطینه سراسری مورد استقبال قرار گرفت، اما نگرانی‌هایی را در مورد تأثیرات اقتصادی آن در وضعیت حساس اقتصاد آرژانتین به وجود آورد، زیرا تحلیلگران پیش‌بینی می‌کردند که تولید ناخالص داخلی آرژانتین حداقل ۳ درصد در سال ۲۰۲۰ کاهش یابد.
در ۲۳ مارس ۲۰۲۰، فرناندز از رئیس‌جمهور چین شی جین پینگ درخواست ارسال ۱۵۰۰ دستگاه تنفس مصنوعی کرد زیرا آرژانتین تنها ۸۸۹۰ دستگاه در دسترس داشت.